# Campyloneurus carinogastra
Campyloneurus carinogastra är en stekelart som beskrevs av Ramakrishna Ayyar 1928. Campyloneurus carinogastra ingår i släktet Campyloneurus och familjen bracksteklar. Inga underarter finns listade.